# Cwi Pryłucki
Cwi Pryłucki, także Hirsz-Szulim Pryłucki, pseud. „Pi”, „Bar Galuta”, „Aminadab” (ur. 29 lipca 1862 w Krzemieńcu, zm. 21 maja 1942 w Warszawie) – publicysta, jeden z prekursorów prasy żydowskiej.

## Życiorys

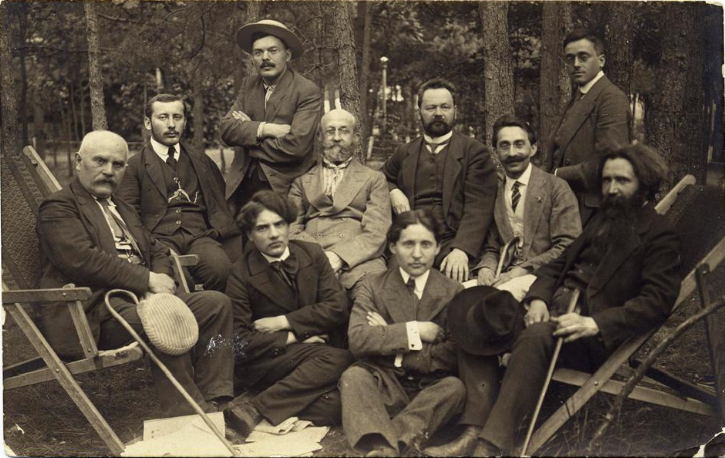
Redakcja dziennika „Der Moment”

Urodził się w 29 lipca 1862 roku w Krzemieńcu, w rodzinie kupieckiej. Odebrał tradycyjne, religijne żydowskie wykształcenie, a także uczył się języków obcych: rosyjskiego, niemieckiego i francuskiego. Uczęszczał na uniwersytet w Kijowie oraz studiował nauki humanistyczne na uniwersytecie w Berlinie. Od lat 80. XIX w. należał do Chowewej Syjon i działał na rzecz popularyzacji języka hebrajskiego w codziennym użyciu. W ostatnich dwóch dekadach XIX w. podróżował po Wołyniu, zachęcając do emigracji Żydów do Palestyny.
Zadebiutował w wieku 18 lat utworami po hebrajsku, a jego poezja, nowele i felietony o zabarwieniu syjonistycznym ukazywały się na łamach takich czasopism jak „Ha-Boker Or”, „Ha-Melic” i „Ha-Cefira”. Na przełomie wieków zamieszkał w Petersburgu, gdzie dołączył do redakcji periodyków „Buduszcznost’” i „Jewrejskij Jeżegodnik”, dla których pisał po rosyjsku, oraz publikował na łamach jidyszowej gazety „Bleter fun a togbuch”.
Został orędownikiem jidyszyzmu. W 1903 roku współtworzył dziennik „Der Frajnd”, a gdy w 1905 roku uzyskał zgodę władz na publikację jidyszowego dziennika „Der weg”, przeniósł się do Warszawy. Pomimo poczytności w 1907 roku zakończono działalność dziennika, po części ze względu na konkurencję w postaci taniej i sensacyjnej gazety „Jidiszes Togbłat” Samuela Jackana. Pryłucki kontynuował pracę w powstałym w miejscu „Der Frajnd” dziennika „Unzer Leben”, publikował także na łamach jidyszowego „Di naje cajtung” i hebrajskiego „Ha-Jom”. W 1910 roku, wraz z Hilelem Cajtlinem i Mosze Justmanem, współzałożył popularny dziennik „Der Moment”, którego nazwa pochodziła od rubryki prowadzonej przez Pryłuckiego w „Unzer Leben”. Gazeta ukazywała się do września 1939 roku, a jej redaktorem naczelnym został syn Pryłuckiego Noach.
Po wybuchu II wojny światowej Pryłucki znalazł się w getcie warszawskim, gdzie podyktował jednej z córek swe wspomnienia. Ich część zachowała się w Archiwum Ringelbluma. Wspomnienia ukazały się w okrojonej formie w 1983 roku na łamach „Fołks Sztyme”, a także w formie książkowej w 2015 roku nakładem Żydowskiego Instytutu Historycznego oraz Wydawnictw Uniwersytetu Warszawskiego, jako tom 28 serii Archiwum Ringelbluma: konspiracyjne Archiwum Getta Warszawy.
Pryłucki zmarł 21 maja 1942 roku śmiercią naturalną w getcie warszawskim.